# Rhipidolestes okinawanus
Rhipidolestes okinawanus is een libellensoort uit de familie van de Megapodagrionidae (Vlakvleugeljuffers), onderorde juffers (Zygoptera).
De soort staat op de Rode Lijst van de IUCN als bedreigd, beoordelingsjaar 1996.
De wetenschappelijke naam van de soort is voor het eerst geldig gepubliceerd in 1951 door Asahina.